# Peru International 2022
Die Peru International 2022 im Badminton fanden vom 16. bis zum 20. November 2022 in Lima statt.

## Sieger und Platzierte
| Disziplin    | Gold                             | Silber                             | Bronze                           |
| ------------ | -------------------------------- | ---------------------------------- | -------------------------------- |
| Herreneinzel | Jason Ho-Shue                    | Luís Enrique Peñalver              | Ygor Coelho                      |
| Herreneinzel | Jason Ho-Shue                    | Luís Enrique Peñalver              | Kevin Cordón                     |
| Dameneinzel  | Kaoru Sugiyama                   | Clara Azurmendi                    | Polina Buhrova                   |
| Dameneinzel  | Kaoru Sugiyama                   | Clara Azurmendi                    | Lauren Lam                       |
| Herrendoppel | Jason Ho-Shue Joshua Hurlburt-Yu | Adam Dong Nyl Yakura               | Ondřej Král Adam Mendrek         |
| Herrendoppel | Jason Ho-Shue Joshua Hurlburt-Yu | Adam Dong Nyl Yakura               | Kevin Lee Ty Alexander Lindeman  |
| Damendoppel  | Paula Lynn Cao Hok Lauren Lam    | Annie Xu Kerry Xu                  | Catherine Choi Josephine Wu      |
| Damendoppel  | Paula Lynn Cao Hok Lauren Lam    | Annie Xu Kerry Xu                  | Srivedya Gurazada Ishika Jaiswal |
| Mixed        | Vinson Chiu Jennie Gai           | Ty Alexander Lindeman Josephine Wu | Kevin Lee Eliana Zhang           |
| Mixed        | Vinson Chiu Jennie Gai           | Ty Alexander Lindeman Josephine Wu | Davi Silva Sânia Lima            |